# Club Deportivo Jaén
El Club Deportivo Jaén es un equipo de fútbol sala de Jaén, España fundado en 2001. Actualmente juega en la Primera Nacional "A".